# 262 144
A 262 144 a 262 143 és a 262 145 közötti természetes szám. Összetett szám. Osztóinak összege 524287. Normálalakja {\displaystyle 2{,}62144\cdot 10^{5}}. Kettes számrendszerben 1000000000000000000, nyolcas számrendszerben 1000000, hexadecimális alakban 40000. A 2 18. hatványa.